# Ulrich Kreusler
Ulrich Kreusler (* 4. November 1844 in Arolsen; † 18. Oktober 1921 in Bonn) war ein deutscher Agrikulturchemiker.

## Leben
Ulrich Kreusler studierte Naturwissenschaften an der Georg-August-Universität Göttingen und erwarb dort 1866 als Schüler von Friedrich Konrad Beilstein mit einer Dissertation über Paranitrotoluylsäure den Doktorgrad. Anschließend arbeitete er als wissenschaftlicher Assistent an mehreren landwirtschaftlichen Versuchsstationen. 1873 wurde er Leiter der Agrikulturchemischen Versuchsstation in Poppelsdorf. Als Dozent lehrte er gleichzeitig an der dortigen Landwirtschaftlichen Akademie. 1880 wurde er zum Professor und 1906 als Nachfolger von Theodor Freiherr von der Goltz zum Direktor der Landwirtschaftlichen Akademie Poppelsdorf ernannt. Im Jahr 1887 wurde er zum Mitglied der Leopoldina gewählt. 1918 wurde er emeritiert.
Kreusler schrieb unter anderem ein Lehrbuch über Chemie und eine Einführung in die qualitative chemische Analyse. Viele Jahre redigierte er Biedermann´s Centralblatt für Agrikulturchemie und rationellen Landwirtschaftsbetrieb, seinerzeit das wichtigste referierende  Fachorgan der naturwissenschaftlich orientierten Landbauwissenschaften. Kreusler entwickelte zahlreiche neue Analysenmethoden. Zu den Schwerpunkten seiner experimentellen Forschungsarbeiten gehörten Untersuchungen über die Stickstoff- und Phosphaternährung des Getreides und physiologisch ausgerichtete Versuche mit Kartoffeln.

## Schriften (Auswahl)
- Lehrbuch der Chemie, nebst einem Abriss der Mineralogie. Verlagsbuchhandlung Paul Parey, Berlin 1880.
- Chemisch-physiologische Untersuchungen über das Wachsthum der Kartoffelpflanze bei kleinerem und größerem Saatgut. In: Landwirthschaftliche Jahrbücher  Bd. 15, 1886, S. 309–379.
- Einführung in die qualitative chemische Analyse. E. Weber´s Verlag, Bonn 1894.